# Palouse (Washington)
Palouse es una ciudad ubicada en el condado de Whitman en el estado estadounidense de Washington. En el año 2000 tenía una población de 1.011 habitantes y una densidad poblacional de 364,8 personas por km².

## Geografía
Palouse se encuentra ubicada en las coordenadas 46°54′36″N 117°4′31″O / 46.91000, -117.07528.

## Demografía
Según la Oficina del Censo en 2000 los ingresos medios por hogar en la localidad eran de $34.583, y los ingresos medios por familia eran $41.125. Los hombres tenían unos ingresos medios de $30.804 frente a los $25.515 para las mujeres. La renta per cápita para la localidad era de $15.754. Alrededor del 9,5% de la población estaban por debajo del umbral de pobreza.